# Aïda Asgharzadeh
Œuvres principales
Les Vibrants, la Main de Leila, les Poupées persanes
Aïda Asgharzadeh est une auteure et comédienne française.

## Biographie
Aïda Asgharzadeh est née dans le 13e arrondissement de Paris au sein d'une famille d'origine iranienne. Sa mère, professeure de lycée à Téhéran et son père, architecte, se sont réfugiés en France après l'arrivée au pouvoir des islamistes.[réf. nécessaire]
Elle pose au cœur de ses créations la question de l'héritage, qu'il soit familial, social ou historique.
Elle démarre sa formation théâtrale au Sudden Théâtre à Paris, sous la direction de Raymond Acquaviva et se perfectionne au Studio-théâtre d'Asnières.
Elle s’esssaye à la mise en scène avec ALICE en finale du prix Théâtre 13/Jeunes metteurs en scène (adaptation musicale des célèbres romans de Lewis Carroll) mais préfère se tourner vers l’écriture et le jeu. Elle écrit alors sa première pièce, Les Vibrants, où elle joue les rôles de Sylvie Brintignac et Blanche Dufrene. Le spectacle, mis en scène par Quentin Defalt, est créé au Théâtre Actuel lors du festival d'Avignon 2014 et revient au festival les deux années suivantes, tout en continuant sa tournée de 2015 à 2019 et une programmation à Paris au Studio des Champs-Élysées.
S’ensuit La Main de Leïla, qu'elle écrit avec son partenaire de scène Kamel Isker. Le spectacle connait deux festivals d'Avignon (2016/2017), se joue au Théâtre des Béliers parisiens de septembre 2017 à janvier 2018,.
Ces deux pièces continuent chacune leur tournée et lui valent toutes deux des nominations aux Molières 2018 : Meilleur espoir féminin pour La Main de Leïla, Meilleur auteur francophone vivant pour les deux textes,.
Aïda Asgharzadeh devient artiste associé au Théâtre de Gascogne pour la saison 2016-2017. Elle y crée entre autres, Le Dernier Cèdre du Liban, où la jeune héroïne est une pensionnaire du centre éducatif fermé de Mont-de-Marsan qui découvre le parcours de sa mère, photo-reporter de guerre. 
Elle signe en 2018 l'adaptation théâtrale de Piège pour Cendrillon, roman de Sébastien Japrisot, mis en scène par Sébastien Azzopardi.
En 2022, elle écrit et joue dans la pièce Les Poupées persanes, mise en scène par Régis Vallée, qui est nommée 4 fois aux Molières 2023 et est récompensée par le Molière de l'auteur francophone vivant ainsi que le Molière du comédien dans un second rôle pour Kamel Isker.

## Théâtre

### Comédienne.
- 2013 : ALICE, mise en scène d'Aïda Asgharzadeh et Anaïs Laforêt, à partir de l'œuvre de Lewis Carroll, spectacle musical finaliste du Théâtre 13 et Jeune metteur en scène 2013.
- 2014-2019 : Les Vibrants, Compagnie Teknaï, mise en scène de Quentin Defalt, création à la MTD d'Épinay-sur-Seine et au  Festival d'Avignon au Théâtre Actuel, Studio des Champs-Élysées Rôles : Sylvie Brintignac et Blanche Dufresne.
- 2016-2019 : La Main de Leïla, mise en scène de Régis Vallée, Théâtre des Béliers Avignonnais (2016/17), Théâtre des Béliers parisiens 2018. Rôles : Leïla Bensaada et Zino.
- 2017 :  Les Passagers de l'aube, création de Violaine Arsac Festival d'Avignon La Luna. Rôle : Alix.
- 2022 : Les Poupées persanes, mise en scène de Régis Vallée. Rôles : Bahar et Manijeh jeune

### Metteuse en scène
- 2013 : Alice au pays des Merveilles, traduction et co-adaptation du roman de Lewis Carroll avec Anaïs Laforêt.
- 2022 : Les Grenouilles du Baïkal, de Raphaële Volkoff.

### Auteure
- 2012 : Le Peuple de la Nuit-Survivre, notre ultime sabotage
- 2013 : ALICE, adaptation des romans de Lewis Carroll
- 2013 : Les Vibrants
- 2016 : La Main de Leïla co-écriture Kamel Isker
- 2017 : Le Dernier Cèdre du Liban
- 2018 :  Piège pour Cendrillon, adaptation du roman éponyme de Sébastien Japrisot
- 2022 : Les Poupées persanes

## Filmographie
- 2010 : Expiration, de Cheng Chui Kuo, moyen-métrage.
- 2016 : Raid dingue, par Dany Boon, long-métrage. Rôle : la présentatrice LCI
- 2017 : Commissariat Central, saison 2, épisode Affaire conclue, de Varente Soudjian. Rôle : guest.
- 2018 : Back-up, téléfilm de Christophe Gros-Dubois. Rôle : Adja Adibi.
- 2018 : Le Voyage de Yashar, court-métrage de Sébastien de Montbrisson. Rôle : Mithra (Persan)
- 2023 : Follow, série télévisée de Louis Farge
- 2023: Marie-Antoinette, série britannique, Edward Bazalgette. Rôle : Suzanne (Anglais)
- 2025 : Bellefond, saison 3, épisode Le prix de la vie. Rôle : Yasmine Zenati[8].

## Publications
- Le Peuple de la nuit. Survivre, notre ultime sabotage, théâtre Les Éditions Riveneuve, 2012. Trois femmes mettent en place une chaîne de résistance dans un camp nazi.
- Les Vibrants, théâtre Les Éditions Riveneuve, 2013. Une fresque romanesque  sur le destin d'une gueule cassée qui trouve sa rédemption grâce à Sarah Bernhardt et Cyrano de Bergerac.
- La Main de Leïla, théâtre, coécrit avec Kamel Isker, Éditions Les Cygnes, juin 2016, 92 p.  (ISBN 9782369442455). Leila et Samir vivent secrètement leur amour toutes les nuits, sur la terrasse de leur village algérien, tandis que dans le pays, se met en place la révolte d'octobre 1988.
- Le Dernier Cèdre du Liban, théâtre, Éditions Les Cygnes, 2017, 88 p.  (ISBN 9782369442653).

- Les Poupées persanes, théâtre, Éditions Les Cygnes, 2021, 128 p.  (ISBN 9782369443643).

## Distinctions

### Récompenses
- Prix de la presse du Grand Avignon et des Pays de Vaucluse pour Les Vibrants au Festival d'Avignon 2014[9]
- Festival Polar de Cognac 2019 : Meilleur spectacle théâtral pour Piège pour Cendrillon[10]
- Molières 2023 : Molière de l'auteur francophone vivant pour Les Poupées persanes

### Nominations
- Molières 2018 : Molière de la révélation féminine et Molière de l'auteur francophone vivant pour ses pièces La Main de Leïla et Les Vibrants[11]
- Molières 2023 : Molière du théâtre privé pour sa pièce Les Poupées persanes